# Karen Yeats
Karen Amanda Yeats (Halifax, Nova Escòcia, 23 de juliol de 1980) és una matemàtica i física matemàtica canadenca que investiga les connexions de la combinatòria amb la teoria quàntica de camps. Posseeix la càtedra d'investigació del Canadà en combinatòria en teoria teoria quàntica de camps a la Universitat de Waterloo.
Quan era estudiant a la Universitat de Waterloo va guanyar una menció honorífica per al Premi Morgan 2003 per la seva investigació en la teoria de nombres, la teoria dels grups de Lie i models no estàndard d'aritmètica. Es va graduar l'any 2003 i va anar a la Universitat de Boston per a estudiar el postgrau, on va completar el seu doctorat en 2008. La seva dissertació, Estimacions de creixement per a les equacions de Dyson-Schwinger, va ser supervisada per Dirk Kreimer. El 2016 va rebre una Beca Humboldt per visitar Kreimer a la Universitat Humboldt de Berlín.
Yeats és autora dels llibres Rearranging Dyson–Schwinger Equations (Memòries de la Societat Americana de Matemàtiques, 2011) i A Perspective combinatorial on Quantum Field Theory (Springer, 2017).